# Hemerobius barkalovi
Hemerobius barkalovi is een insect uit de familie van de bruine gaasvliegen (Hemerobiidae), die tot de orde netvleugeligen (Neuroptera) behoort. 
Hemerobius barkalovi is voor het eerst wetenschappelijk beschreven door Dubatolov in 1996.